# Situ Qiao
Situ Qiao (en chino simplificado, 司徒乔; Kaiping, 1902 – Pekín, 16 de febrero de 1958) fue un pintor al óleo y artista gráfico chino. Miembro importante de la Escuela de arte Lingnan, también fue conocido por su amistad con el influyente escritor Lu Xun. Su obra más famosa es la pintura al óleo de 1940 Baja tu látigo.

## Biografía
Situ Qiao nació en 1902 en Chikan, Kaiping, en la provincia de Guangdong en el seno de una familia muy pobre. Su nombre de nacimiento era Situ Qiaoxing (司徒乔兴). Su padre era un pintor aficionado.
En 1924 ingresó a la Escuela de Teología de la Universidad de Yenching en Beijing, pero abandonó sus estudios puesto que estaba más interesado en la pintura. En 1926 realizó su primera exposición personal, que llamó la atención del escritor Lu Xun, quien compró su dibujo, Cinco policías y una O. En 1927, cuando el Ejército Nacionalista Chino, dirigido por Chiang Kai-shek, decidió lanzar la Expedición del Norte, se mudó a Wuhan para trabajar para el asesor soviético Mijaíl Borodín.

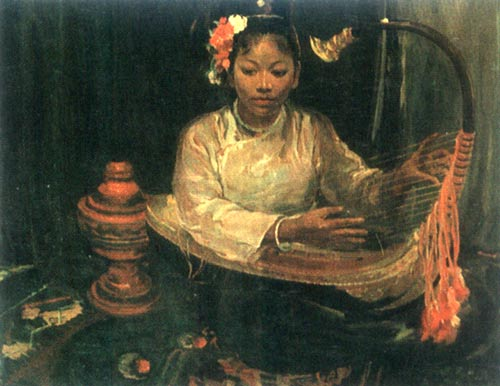
Pintura al óleo de Sito Qiao de 1939 titulada Guqin

En 1928 se mudó a Shanghái y montó un estudio. Realizó una exposición en marzo de 1928, que nuevamente llamó la atención de Lu Xun, quien escribió sobre su conversación con Situ Qiao. En el invierno de 1928 partió a Francia para estudiar pintura y expuso su obra en el Salón de París al año siguiente.
En 1930, abandonó Francia para estudiar en la ciudad de Nueva York. Sufragó sus estudios vendiendo sus propias pinturas. Sin embargo, su actividad se consideró laboral, lo cual era ilegal para el titular de una visa de estudiante, por lo que fue arrestado. Mientras estaba recluido en una prisión para inmigrantes, pintó un cuadro titulado Painting the Statue of Liberty from the Most Unfree Place.
Después de ser deportado a China, en 1931 enseñó en la Universidad de Lingnan en Guangzhou. En 1934 se trasladó a Beijing, donde trabajó como editor de arte para el periódico Ta Kung Pao, y en 1936 se mudó nuevamente a Shanghái. Estuvo presente cuando Lu Xun murió el 19 de octubre de 1936 en Shanghái y dibujó los famosos bocetos finales del escritor.
Poco después se mudó a Nankín, la entonces capital de China. Cuando el Ejército Imperial Japonés atacó Nankín en 1937, toda su colección personal de pinturas fue destruida.

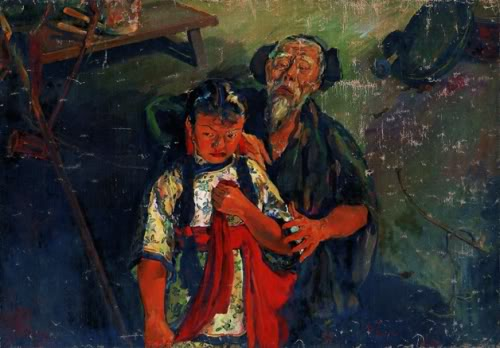
Pintura al óleo de Situ Qiao de 1940 que representa la interpretación de la obra de teatro Baja tu látigo realizado por la actriz Wang Ying.

Huyendo de la guerra sino-japonesa, Situ Qiao abandonó China primero se dirigió hacia Rangún (Birmania) y luego a Singapur. En 1940 vio la interpretación del actor Jin Shan y la actriz Wang Ying de la obra de teatro callejero Baja tu látigo de Chen Liting. Por lo que invitó a Jin Shan y Wang Ying a su estudio y pintó su pintura al óleo homónima, que se ha convertido en su obra más famosa.
Cuando Singapur también cayó ante los japoneses en 1941, Situ Qiao escapó a la capital china en tiempos de guerra, Chongqing. Después del final de la Segunda Guerra Mundial, fue a la ciudad de Nueva York con su esposa Feng Yimei en septiembre de 1946 para buscar tratamiento para su enfermedad pulmonar. Regresaron a Beijing en 1950 después de la fundación de la República Popular China. Donde dio clases de pintura en la Academia Central de Bellas Artes de China y ayudó a establecer el Museo Nacional de China.
El 16 de febrero de 1958, Situ Qiao murió en su estudio en Beijing. Donó todas sus pinturas al estado, que ahora se encuentran en las colecciones de varios museos en Beijing, Shanghái, Guangzhou y su ciudad natal, Kaiping. Una compilación de sus pinturas fue publicada por la Editorial de Arte Popular de Beijing.